# Desmodium brevipes
Desmodium brevipes är en ärtväxtart som beskrevs av Julius Rudolph Theodor Vogel. Desmodium brevipes ingår i släktet Desmodium och familjen ärtväxter. Inga underarter finns listade i Catalogue of Life.